# Йохан Фридрих фон Хоенлое-Йоринген
Йохан Фридрих II фон Хоенлое-Йоринген (на немски: Johann Friedrich II zu Hohenlohe-Oehringen; * 22 юли 1683 в Йоринген; † 24 август 1765 в Йоринген) е граф на Хоенлое-Нойенщайн-Йоринген (1702 – 1765). На 7 януари 1764 г. той е издигнат на княз.

## Биография
Той е най-малкият син на граф Йохан Фридрих I фон Хоенлое-(Нойенщайн)-Йоринген (1617 – 1702) и съпругата херцогиня Луиза Амьона фон Шлезвиг-Холщайн-Норбург (1642 – 1685), дъщеря на херцог Фридрих фон Шлезвиг-Холщайн-Норбург (1581 – 1658) и втората му съпруга принцеса Елеонора фон Анхалт-Цербст (1608 – 1681). По баща е внук е на граф Крафт VII фон Хоенлое-Нойенщайн-Вайкерсхайм (1582 – 1641) и пфалцграфиня София фон Пфалц-Цвайбрюкен-Биркенфелд (1593 – 1676). Братята му са Фридрих Крафт фон Хоенлое-Йоринген (1667 – 1709), Йохан Ернст фон Хоенлое-Йоринген (1670 – 1702) и Карл Лудвиг фон Хоенлое-Вайкерсхайм (1674 – 1756).
През 1677 г. резиденция става град Йоринген в Баден-Вюртемберг. През 1698 г. фамилията Хоенлое наследява линията Хоенлое-Нойенщайн. През 1702 г. Йохан Фридрих II управлява заедно с брат си Карл Лудвиг. През 1708 г. наследството е разделено на Хоенлое-Нойенщайн-Йоринген и Хоенлое-Вайкерсхайм (само една генерация 1708 – 1756 при граф Карл Лудвиг).
Йохан Фридрих II разширява двореца в Йоринген през 1714/1715 г.
Йохан Фридрих II се жени на 13 февруари 1710 г. в Дармщат за ландграфиня Доротея София фон Хесен-Дармщат (* 14 януари 1689 в Гисен; † 7 юни 1723 в Йоринген), най-възрастната дъщеря на ландграф Ернст Лудвиг фон Хесен-Дармщат (1667 – 1739) и първата му съпруга Доротея Шарлота (1661 – 1705), дъщеря на маркграф Албрехт II фон Бранденбург-Ансбах. Тя е по-голяма сестра на ландграф Лудвиг VIII фон Хесен-Дармщат (1691 -1768).
На 7 януари 1764 г. той е издигнат на княз от император Франц I. След смъртта му през 1765 г. той е наследен от син му Лудвиг Фридрих Карл I (1723 – 1805). След 40 години през 1805 г. линията Хоенлое-Нойенщайн-Йоринген се прекратява. Графството Хоенлое-Нойенщайн-Йоринген е наследено от Фридрих Лудвиг фон Хоенлое-Ингелфинген (1746 – 1818), син на Хайнрих Август фон Хоенлое-Ингелфинген-Йоринген.

## Деца
Йохан Фридрих II и Доротея София фон Хесен-Дармщат имат децата:
- син (*/† 1711)
- Лудвиг Вилхелм Фридрих (1712 – 1785)
- Шарлота Луиза Фридерика (1713 – 1785)
- Каролина София (1715 – 1770), омъжена на 21 януари 1749 в Хилдбургхаузен за княз Карл Август фон Хоенлое-Кирхберг (1707 – 1767)
- Вилхелмина Елеонора (1717 – 1794), омъжена на 26 септември 1743 в Йоринген за княз Хайнрих Август фон Хоенлое-Ингелфинген-Йоринген (1715 – 1796)
- Леополдина Антоанета (1718 – 1779), монахиня в Херфорд
- Елеонора Христиана (1720 – 1746), омъжена на 19 юли 1743 в Рюденхаузен за граф Йохан Фридрих фон Кастел-Рюденхаузен (1675 – 1749)
- София Фридерика Максимилиана (1721 – 1781)
- Лудвиг Фридрих Карл I (1723 – 1805), княз на Хоенлое-Нойенщайн-Йоринген, женен на 28 януари 1749 в Хилдбургхаузен за принцеса Амалия фон Саксония-Хилдбургхаузен (1732 – 1799), дъщеря на херцог Ернст Фридрих II фон Саксония-Хилдбургхаузен